# Uota Ale
Uota Ale (6 juni 1986) is een Tuvaluaans voetballer die uitkomt voor Tofaga.
Uota was een twijfelgeval om mee te nemen naar de Games. Maar hij bleek een stabiele invaller die het team defensief meer kracht kon geven. Uota speelde twee wedstrijden voor het Tuvaluaans voetbalelftal bij de Pacific Games 2011, waar hij een keer scoorde tegen Vanuatu.

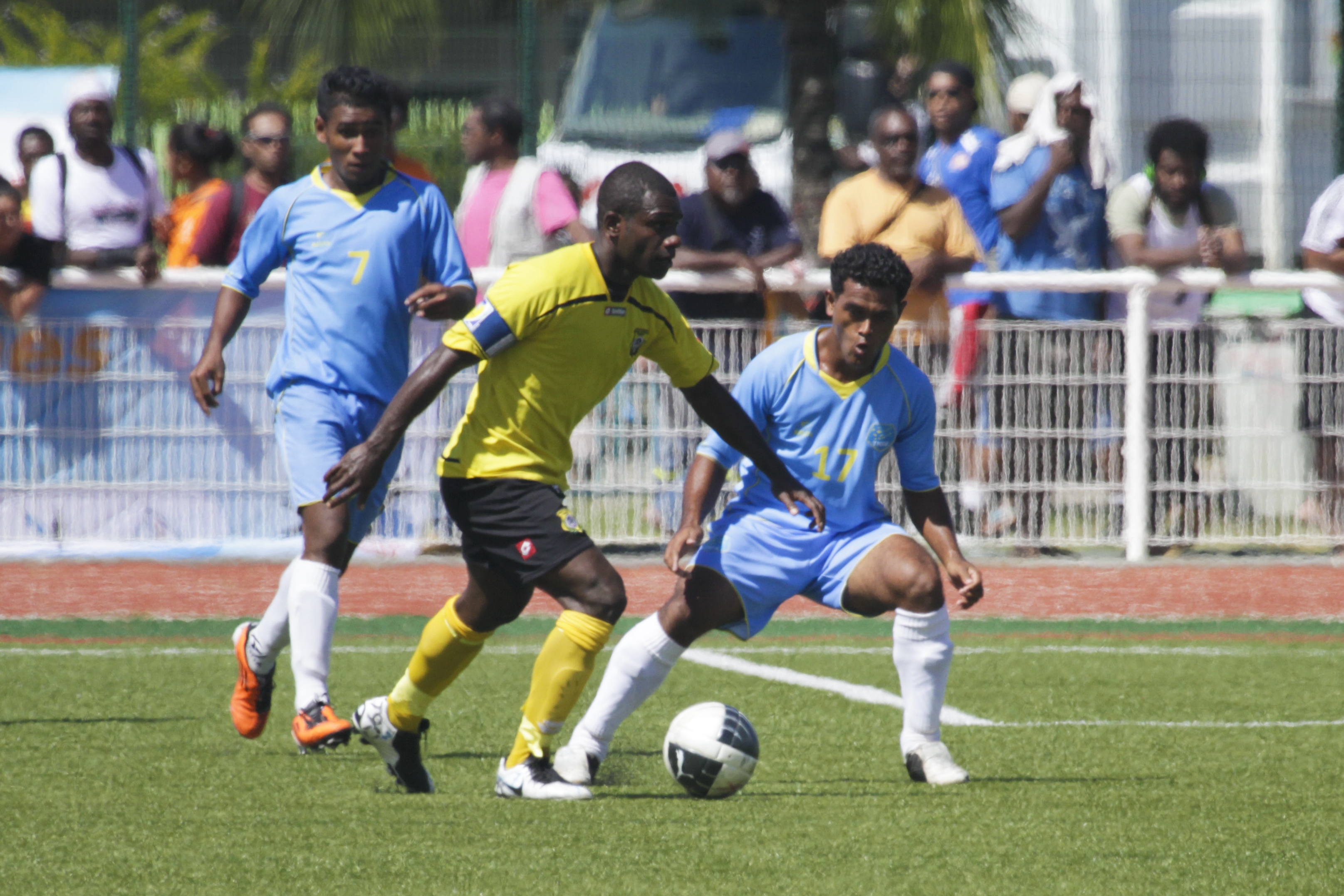
Uota in actie tegen Vanuatu

1 Sieni ·
2 Pokia ·
3 Tofuola ·
4 Timuani ·
5 Takataka ·
6 Penisula ·
7 Liva ·
8 Tinilau ·
9 Tiute ·
10 Lepaio ·
11 Panapa ·
12 Petoa ·
13 Stanley ·
14 Sogivalu ·
15 Ofati ·
16 Selau ·
17 Ale ·
18 Petaia ·
19 Lima'alofa ·
20 Okelani ·
24 Tapasei ·
Coach: De Haan